# Ellen Hansell

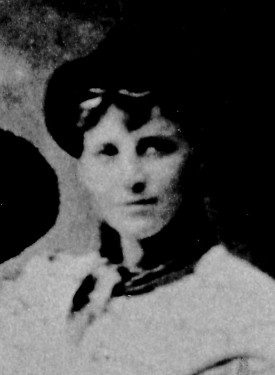
Ellen Hansell

Ellen Forde Hansell Allerdice (* 18. September 1869 in Philadelphia, Pennsylvania; † 11. Mai 1937 in Pittsburgh, Pennsylvania) war eine US-amerikanische Tennisspielerin.

## Leben
Ellen Hansell, die in ihrer Kindheit an Anämie litt, gewann 1887 als 17-Jährige die erste Auflage der Amerikanischen Tennismeisterschaften der Damen. Im Finale des damals in ihrer Heimatstadt Philadelphia ausgetragenen Wettbewerbs bezwang sie ihre Landsfrau Laura Knight klar mit 6:1 und 6:0. Im Jahr darauf unterlag sie in der Challenge Round Bertha Townsend mit 3:6 und 5:6 und trat danach nicht mehr bei Tennisturnieren an. 
Sie starb 1937 im Alter von 67 Jahren in Pittsburgh. 1965 wurde sie in die Hall of Fame des Tennissports aufgenommen.